# جورج دافيلد جونيور
جورج دافيلد جونيور (بالإنجليزية: George Duffield, Jr.)‏ هو كاتب ترانيم أمريكي، ولد في 12 سبتمبر 1818، وتوفي في 1888.